# Poienile (okręg Jassy)
Poienile – wieś w Rumunii, w okręgu Jassy, w gminie Dagâța. W 2011 roku liczyła 299 mieszkańców.